# نیوفیلد، میشیگان
نیوفیلد (به انگلیسی: Newfield Township) یک منطقهٔ مسکونی در ایالات متحده آمریکا است که در شهرستان اوشنا، میشیگان واقع شده‌است.
 نیوفیلد ۹۲٫۵ کیلومتر مربع مساحت و ۲٬۴۰۱ نفر جمعیت دارد و ۲۴۱ متر بالاتر از سطح دریا واقع شده‌است.